# Mattias Bärjed
Tore Mattias Bärjed, född 21 maj 1973 i Karlstad, Värmland, är en svensk musiker och kompositör. Han är gitarrist i The Soundtrack of Our Lives och har även varit aktiv i ett antal andra svenska rockgrupper. Han har också i eget namn komponerat och framfört filmmusik, bland annat den guldbaggebelönade musiken till filmen Gentlemen. I ungdomen var Bärjed aktiv som fotbollsspelare och amatörserietecknare. Han är yngre bror till författaren, musikern och psykologen Martin Bärjed. 

## Biografi

### Bakgrund
Bärjed är uppvuxen i Skåre utanför Karlstad och är numera bosatt i Visby. Han har även bott ett antal år i Göteborg och Stockholm. Innan han satsade på musiken var han fotbollsspelare i Råtorps IK:s juniorlag. Under åren 1988–91 var han verksam som serietecknare i fanzin som Fizzo och VälArt, då i samarbete med David Liljemark. I fanzinet Seriechock #5 (juni 1991) finns den enda intervjun med Bärjed i egenskap av just serietecknare.
Vid det laget hade han redan spelat i lokala band i Karlstad som Ants of the Underground (1987–88), Christ Couldn't Come (1989-91) och Pretty Green (1991). Tillsammans med medlemmar ur ett annat Karlstadband, Ugly Jake, bildade han Nymphet Noodlers (1992–97), vilket var Bärjeds första större band som släppte skivor: en EP, en singel och ett fullängdsalbum. Han var därefter med i Mindjive 1995–97.

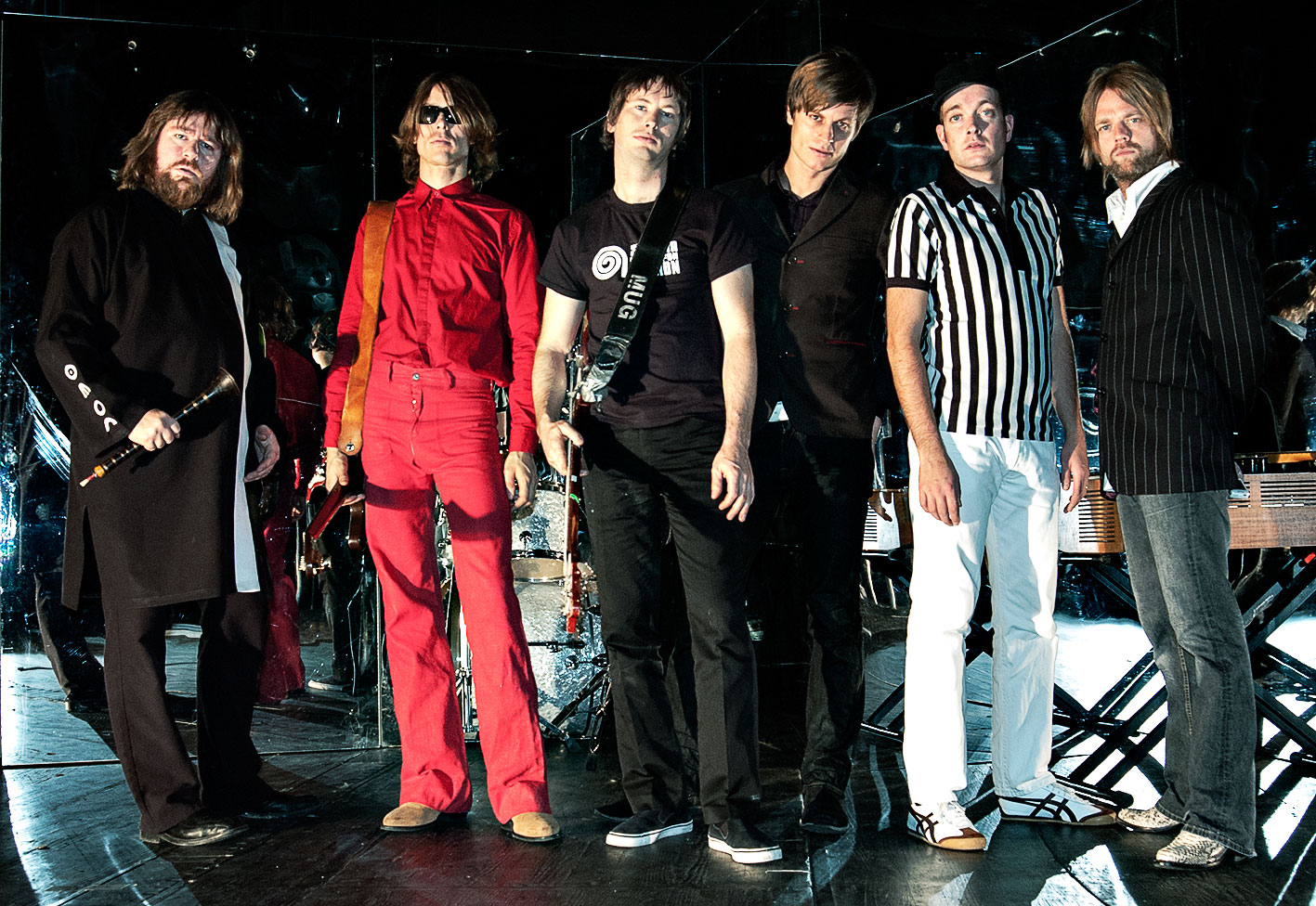
Bärjed (tvåa från vänster) som medlem av The Soundtrack of Our Lives, 2004.

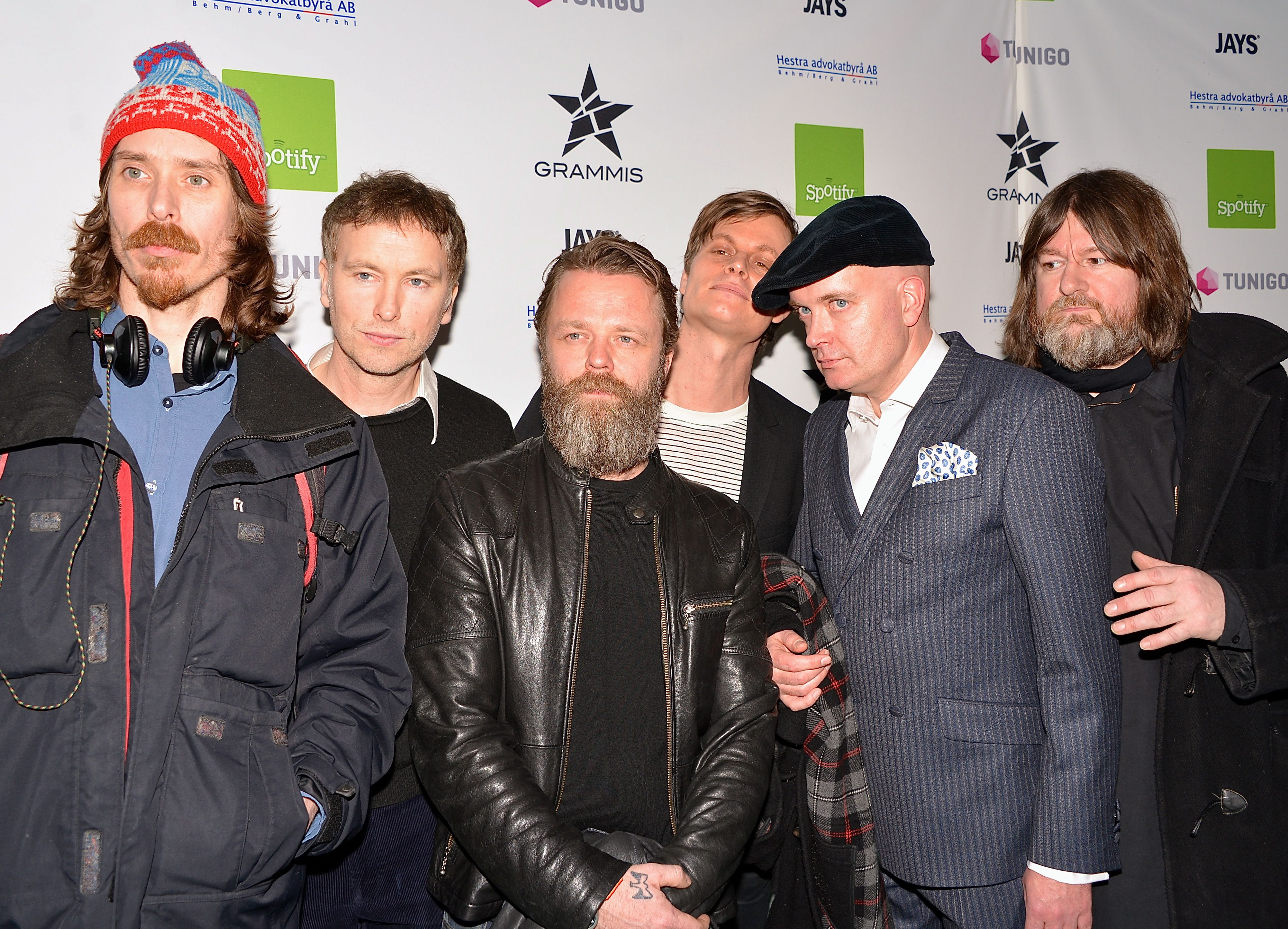
Bärjed (längst till vänster) som medlem av upplösta The Soundtrack of Our Lives, februari 2013.

### Karriär som gitarrist
Mattias Bärjed är kanske främst känd som en av gitarristerna i det svenska bandet The Soundtrack of Our Lives. Han blev medlem i gruppen i mars 1997, då han ersatte originalmedlemmen Björn Olsson. Bärjed var sedan fast medlem i bandet fram till gruppens upplösning 2012 och är åter medlem sedan bandets återförening 2023.
Sedan 2009 har han bandet Free Fall tillsammans med Jan Martens från Nymphet Noodlers, Ludwig Dahlberg (från The International Noise Conspiracy) och Kim Franson. Deras debutsingel "Power and volume" släpptes av Nuclear Blast 2012 och året därpå kom fullängdsalbumet med samma namn.
På Broder Daniels sista spelning 8 augusti 2008 spelade Bärjed gitarr.
Sedan våren 2015 spelar han gitarr i hardcore-bandet Refused.
Sommaren och hösten 2017 medverkade Bärjed som gitarrist under Henrik Berggrens soloturnéer.

### Filmmusikskapare
Mattias Bärjed skrev och framförde större delen av musiken till Peter Birros tv-serie Upp till kamp, regisserad av Michael Marcimain. Bärjed medverkade i TV-serien även som skådespelare, i rollen som "Anders", medlem i "Tommys" band. 2008 tilldelades han tidningen Filmkonsts pris Gyllene Draken för musiken i Upp till kamp.
Bärjed har även fortsättningsvis uppmärksammats som filmmusikskapare. Han skrev musiken till Marcimains långfilmsdebut Call Girl. Två år senare i skrev Bärjed och Jonas Kullhammar musiken till långfilmen Gentlemen. I januari 2015 tilldelades de båda en Guldbagge för bästa filmmusik. Samarbetet med Marcimain har fortsatt med Jakten på en mördare (2020) och Händelser vid vatten (Blackwater) (2023).
Bärjeds gitarrbaserade filmmusik har även hörts i TV-serien Familjen Babajou och i Hannes Holms film Himlen är oskyldigt blå.

## Diskografi

### Nymphet Noodlers[15]
- Nymphet Noodlers - Impeccable Selection (EP, 1993)
- Nymphet Noodlers - "The Sea" (singel, 1994)
- Nymphet Noodlers - Going Abroad (album, 1994. Utökad återutgåva som 2LP, 2021)

### The Soundtrack of Our Lives[16]
- The Soundtrack of Our Lives - Extended Revelation for the Psychic Weaklings of Western Civilization (album, 1998)
- The Soundtrack of Our Lives - Gimme Five (EP, 2000)
- The Soundtrack of Our Lives - Behind the Music (album, 2001)
- The Soundtrack of Our Lives - Origin Vol. 1 (album, 2004)
- The Soundtrack of Our Lives - A Present from the Past (dubbelalbum, 2005. Samling med EP-spår, B-sidor och outtakes)
- The Soundtrack of Our Lives - Communion (dubbelalbum, 2008)
- The Soundtrack of Our Lives - Golden Greats No. 1 (samlingsalbum, 2010)
- The Soundtrack of Our Lives - Throw It To The Universe (album, 2012)
- The Soundtrack of Our Lives - Shine On (There's Another Day After Tomorrow) (EP, 2012)

### Solo (filmmusik)
- Upp till kamp (soundtrack, dubbelalbum, 2007)
- Familjen Babajou (soundtrack, digitalt släpp, 2009)
- Himlen är oskyldigt blå (soundtrack, digitalt släpp, 2010)
- Call Girl (soundtrack, album, 2012)
- Gentlemen (soundtrack, dubbelalbum, 2014)
- Gentlemen & Gangsters (soundtrack, digitalt släpp, 2016)
- Liberty (soundtrack, digitalt släpp, 2018)
- Jakten på en mördare (soundtrack, digitalt släpp, 2020)
- Händelser vid vatten (Blackwater) (soundtrack, digitalt släpp, 2023)

### Free Fall[17]
- Free Fall - Power And Volume (single, 2012)
- Free Fall - Power And Volume (album, 2013)

### Refused
- Refused - War Machine (album, 2019)
- Refused - The Malignant Fire (EP, 2020)
- Refused - Born On The Outs (EP, 2020)

### Övrigt
- Dundertåget - Skaffa ny frisyr (album, 2009. Producent)

- The Hellacopters - Grande Rock (album, 1999. Akustisk gitarr & kör)
- The Hellacopters - High Visibility (album, 2000. Akustisk och elektrisk gitarr)
- The Hellacopters - By the Grace of God (album, 2002. Akustisk och elektrisk gitarr)
- The Hellacopters - Rock & Roll Is Dead (album, 2005. Akustisk gitarr)

- Håkan Hellström - För sent för Edelweiss (album, 2007. Gitarr)
- Håkan Hellström - 2 steg från Paradise (album, 2010. Gitarr)

- Mindjive - "Package Design" (singel, 1996)
- Mindjive - Chemicals (album, 1996)

- Thunder Express - Republic Disgrace (album, 2007. Producent)